# Lijst van voormalige treinseries in Nederland
Hieronder volgt een lijst van voormalige treinseries in Nederland. 
Deze treinseries waren in het verleden in gebruik in Nederland, maar worden nu niet meer gebruikt voor deze treinseries. 
| Serie    | Treinsoort | Van                                  | Via                    | Naar                                   | Materieel                                                    | Periode |
| -------- | ---------- | ------------------------------------ | ---------------------- | -------------------------------------- | ------------------------------------------------------------ | --- |
| 280      | INT        | Amsterdam Centraal                   | Rotterdam Centraal     | Paris Nord                             |                                                              | t/m 2007, veranderd in Thalys 9300 serie |
| 400      | INT        | Amsterdam Centraal                   | Rotterdam Centraal     | Hoek van Holland Haven (Boottrein)     | VIRM                                                         | t/m dienstregeling 2006 |
| 600      | ST         | Roosendaal                           | Antwerpen              | Oostende                               | NMBS MS75                                                    | |
| 600      | IC         | Amsterdam Centraal                   | Breda                  | Brussel-Zuid                           | NS Internationaal                                            | t/m dienstregeling 2007, vervangen door serie 9200 |
| 800      | IC         | Maastricht                           | Haarlem                | Zandvoort aan Zee                      | ICRm                                                         | t/m dienstregeling 2006, Zandvoort t/m 27 mei 1995 |
| 900      | IC         | Heerlen                              | Haarlem                | Zandvoort aan Zee                      | ICRm                                                         | t/m dienstregeling 2006, Zandvoort t/m 27 mei 1995 |
| 1280     | INT        | Amsterdam Centraal                   | Den Haag HS            | Brussel-Zuid                           |                                                              | |
| 1500     | IC         | Den Haag Centraal                    | Tilburg                | Venlo                                  |                                                              | traject reeds in dienst. In 2004 vervangen door 1900 serie                                                                                             |
| 1500     | IC         | Amsterdam Centraal                   | Hilversum              | Amersfoort                             | ICMm / ICL                                                   | van dienstregeling 2007 t/m dienstregeling 2011 |
| 1800     | IC         | Amsterdam Centraal                   | Den Haag Centraal      | Venlo                                  | Mat '54/ICM                                                  | t/m 1982. Daarna 1500 serie |
| 1900     | IC         | Den Haag Centraal                    | Eindhoven              | Heerlen                                | VIRM / ICK                                                   | t/m dienstregeling 2003 |
| 2000     | ST         | Den Haag Centraal/Rotterdam Centraal | Utrecht Centraal       | Nijmegen/Zutphen                       | Mat '46/ Mat '64                                             | 1970 t/m 1991 |
| 2000     | IC         | Den Haag Centraal                    | Utrecht Centraal       | Arnhem (-Nijmegen)                     | ICK/ICL/ICRm/VIRM                                            | 1991 t/m 2007 |
| 2300     | INT        | Schiphol                             | Hengelo                | Hannover Hbf / Berlin Ostbahnhof       | DB                                                           | t/m dienstregeling 2002, vervangen door serie 140 |
| 2400     | IC         | Amsterdam Centraal                   | Schiphol               | Brussel-Zuid                           | BNL-rijtuigen                                                | |
| 2400     | IC         | Amsterdam Centraal                   |                        | Dordrecht                              | VIRM                                                         | t/m dienstregeling 2007 |
| 2500     | IC         | Eindhoven                            | Utrecht Centraal       | Zwolle                                 | ICRm/VIRM/ICM                                                | spitstrein 1991 t/m 2000 |
| 2600     | IC         | Amsterdam Centraal                   | Amersfoort             | Leeuwarden/Groningen                   | Mat '54/ICM                                                  | t/m dienstregeling 2006, tussentijds gewijzigd. Vanaf 1986 doorrijden naar Schiphol                                                                    |
| 2600     | S          | Amsterdam Centraal                   | Alkmaar                | Den Helder                             | SGM/DDM/Getrokken mat.                                       | spitstreinen eindbestemmingen wisselend tussen Heerhugowaard, Schagen en Den Helder. Getrokken materieel diverse soorten rijtuigen. Jaren 80 tot 1993? |
| 2700     | S          | Amsterdam Centraal                   | Alkmaar                | Den Helder                             | Mat '64/DDM                                                  | jaren 80 tot 1993. In de spits DDM |
| 2800     | IC         | Rotterdam Centraal/Den Haag Centraal | Utrecht Centraal       | Arnhem/Nijmegen                        | ICM/DD-AR                                                    | 1991 t/m 2004, spitstrein |
| 2900     | IC         | Amsterdam Centraal                   | Utrecht Centraal       | Nijmegen(-Keulen)                      | Mat '54/DD-AR/Mat '64/ ICR                                   | |
| 2900     | ST         | Leeuwarden                           |                        | Wolvega                                | DM'90 / ICM                                                  | Van dienstregeling 2008 t/m dienstregeling 2012, vervangen door serie 9000                                                                             |
| 3100     | S          | Amsterdam Centraal                   | Zaandam                | Den Helder                             | DDM-1                                                        | t/m dienstregeling 2002, spitstreinen eindbestemmingen wisselend tussen Heerhugowaard, Schagen, Anna Paulowna en Den Helder                            |
| 3200     | S          | Amsterdam Centraal                   | Hoorn                  | Enkhuizen                              | DDM-1 / VIRM / DD-AR / ICM                                   | Spitstrein, t/m dienstregeling 2007, vervangen door IC 14500                                                                                           |
| 3200     | ST         | Amsterdam Centraal                   |                        | Schiphol                               | DD-AR                                                        | t/m dienstregeling 2012, vervangen door serie 5800 |
| 3300     | S          | Arnhem                               | Amsterdam Centraal     | Den Helder                             | DD-AR / ICM                                                  | Vanaf 1993 tot eind jaren 90, vormde samen met de huidige serie 3000 een half uurdienst tussen Arnhem en Den Helder                                    |
| 3400     | ST         | Amsterdam Centraal                   | Haarlem                | Hoorn                                  | Mat '64 / DD-AR                                              | t/m begin jaren 90 |
| 3500     | IC         | Zwolle / Amsterdam Centraal          | Utrecht Centraal       | Eindhoven                              | ICRm/VIRM                                                    | t/m 1998 naar Zwolle t/m 2007 naar Amsterdam CS. Daarna treinen naar Schiphol                                                                          |
| 3600     | S          | Roosendaal                           | 's-Hertogenbosch       | Zwolle                                 | VIRM                                                         | t/m dienstregeling 2006 |
| 3600     | IC         | Roosendaal                           | 's-Hertogenbosch       | Arnhem                                 | ICRm/VIRM                                                    | dienstregelingen 2007 en 2008 |
| 3700     | IC         | Zwolle                               | Arnhem                 | Nijmegen                               | VIRM / Mat '64                                               | dienstregelingen 2007 en 2008 |
| 3760     | S          | Groningen                            |                        | Nieuweschans                           | Plan U                                                       | |
| 4100     | SP         | Rotterdam Centraal                   | Hoek van Holland Haven | Hoek van Holland Strand                | SGMm / SLT                                                   | t/m 31 maart 2017 |
| 4200     | SP         | Rotterdam Centraal                   |                        | Hoek van Holland Haven                 | SGMm / SLT                                                   | t/m 31 maart 2017 |
| 4600     | ST         | Amsterdam Centraal                   |                        | Almere Oostvaarders                    | DD-AR / DDM-1                                                | t/m dienstregeling 2007 |
| 4700     | SP         | Amsterdam Centraal                   | Zaandam                | Uitgeest                               | SGMm                                                         | t/m dienstregeling 2007 (in dienstregeling 2009 heringevoerd)                                                                                          |
| 5800     | S          | (Schagen -) Alkmaar                  | Amsterdam Centraal     | Amersfoort (- A'foort Schothorst)      | DD-AR/DDM-1                                                  | tussen 2003 en 2007 |
| 5900     | ST         | Utrecht Centraal                     |                        | Rhenen                                 | SGMm / DD-AR / Mat '64                                       | t/m dienstregeling 2007 |
| 6100     | ST         | Arnhem                               |                        | Tiel                                   | DM'90                                                        | t/m dienstregeling 2005, vervangen door serie 31100 |
| 6200     | ST         | Nijmegen                             |                        | Roermond                               | DM'90                                                        | t/m dienstregeling 2006, vervangen door serie 32200 |
| 6400     | ST         | Breda                                | Eindhoven              | Weert                                  | Mat '64                                                      | t/m dienstregeling 2006 |
| 6500     | ST         | Eindhoven                            |                        | Venlo                                  | Mat '64                                                      | t/m dienstregeling 2006 |
| 6600     | ST         | Maastricht                           | Heerlen                | Kerkrade Centrum                       | Mat '64                                                      | t/m dienstregeling 2006, vervangen door serie 32000 |
| 6700     | S          | Heerlen                              |                        | Maastricht                             | Mat '64                                                      | t/m dienstregeling 2006, vervangen door serie 32100 |
| 6900     | ST         | Kerkrade Centrum                     |                        | Roermond                               | Mat '64                                                      | t/m dienstregeling 2006 |
| 7100     | SP         | Rotterdam Centraal                   |                        | Vlaardingen Centrum                    | SGMm / SLT                                                   | t/m 31 maart 2017 |
| 7200     | ST         | Zutphen                              | Hengelo                | Enschede / Oldenzaal                   | Plan U / DM'90                                               | t/m dienstregeling 1997 naar Enschede, t/m dienstregeling 2003, vervangen door serie 31200                                                             |
| 7200     | ST         | Amsterdam Zuid                       | Utrecht Centraal       | Rhenen                                 | SGMm / Mat '64 / DD-AR                                       | dienstregeling 2007 |
| 7300     | SP         | Uitgeest                             | Zaandam                | Utrecht Centraal                       | SGM(m)                                                       | t/m dienstregeling 2006 |
| 7400     | ST         | Utrecht Centraal                     | Amersfoort             | Ede-Wageningen                         | Mat '64                                                      | t/m dienstregeling 2006 |
| 7500     | ST         | Utrecht Centraal                     |                        | Arnhem                                 | Mat '64 / DD-AR                                              | t/m dienstregeling 2006 |
| 7600     | ST         | Hengelo                              |                        | Oldenzaal                              | Mat '54 / Mat '64                                            | t/m dienstregeling 1997 |
| 7600     | ST         | Nijmegen                             |                        | Zutphen                                | Mat '64                                                      | t/m dienstregeling 2006, in dienstregeling 2009 als Sprinter heringevoerd                                                                              |
| 7700     | ST         | Winterswijk                          |                        | Arnhem                                 | Plan U                                                       | t/m dienstregeling 2001, vervangen door serie 30700 |
| 7800     | ST         | Winterswijk                          |                        | Zutphen                                | Plan U                                                       | t/m dienstregeling 1999, vervangen door serie 30800 |
| 8100     | ST         | Zwolle                               |                        | Groningen                              | Mat '54                                                      | t/m midden jaren'90. |
| 8100     | LR         | Houten                               |                        | Houten Castellum                       | NS Tram                                                      | vanaf 2001 t/m dienstregeling 2008 |
| 8200     | ST         | Leeuwarden                           | Harlingen              | (Harlingen Haven)                      | Wadloper                                                     | t/m dienstregeling 1999, vervangen door serie 30100 |
| 8300     | ST         | Groningen                            |                        | Nieuweschans                           | Wadloper                                                     | t/m dienstregeling 2000, vervangen door serie 30400 |
| 8400     | ST         | Almelo                               |                        | Mariënberg                             | Plan U                                                       | t/m dienstregeling 1997-'98, vervangen door serie 31000                                                                                                |
| 8600     | ST         | Leeuwarden                           |                        | Groningen                              | Wadloper                                                     | t/m dienstregeling 1999, vervangen door serie 30200 |
| 8700     | ST         | Groningen                            |                        | Roodeschool                            | Wadloper                                                     | t/m dienstregeling 2000, vervangen door serie 30500 |
| 8800     | ST         | Groningen                            |                        | Delfzijl                               | Wadloper                                                     | t/m dienstregeling 2000, vervangen door serie 30600 |
| 8900     | ST         | Leeuwarden                           |                        | Stavoren                               | Wadloper                                                     | t/m dienstregeling 1999, vervangen door serie 30000 |
| 9600     | SPR        | 's Hertogenbosch                     | Eindhoven              | Deurne                                 | NS FLIRT                                                     | t/m dienstregeling 2019, vervangen door serie 4400 |
| 12400    | IC         | Amsterdam Centraal                   | Dordrecht              | Vlissingen (spitsverdubbeling IC 2400) | VIRM                                                         | |
| 13300    | ST         | Den Haag Centraal                    |                        | Zoetermeer Stadslijn rechtsom          | SGM-II                                                       | tot 3 juni 2006 |
| 13400    | ST         | Den Haag Centraal                    |                        | Zoetermeer Stadslijn rechtsom          | SGM-II                                                       | tot 3 juni 2006 |
| 13500    | S          | Den Haag Centraal                    |                        | Rotterdam Hofplein                     | SGM-II                                                       | tot 3 juni 2006 |
| 13500    | IC         | Utrecht Centraal                     |                        | Schiphol                               | VIRM                                                         | in dienstregeling 2008 |
| 13600    | ST         | Den Haag Centraal                    |                        | Rotterdam Hofplein                     | SGM-II                                                       | tot 3 juni 2006 |
| 13700    | ST         | Den Haag Centraal                    |                        | Zoetermeer Stadslijn linksom           | SGM-II                                                       | tot 3 juni 2006 |
| 13800    | ST         | Den Haag Centraal                    |                        | Zoetermeer Stadslijn linksom           | SGM-II                                                       | tot 3 juni 2006 |
| 14600    | ST         | Roosendaal                           |                        | Vlissingen                             | Mat '64                                                      | t/m dienstregeling 2007 |
| 14600    | SP         | Amsterdam Centraal                   |                        | Zwolle                                 | SLT / SNG                                                    | 13 februari 2017 t/m 4 september 2022 |
| 15700    | S          | Utrecht Centraal                     |                        | Naarden-Bussum                         |                                                              | 1999-2000 |
| 15800    | ST         | Amsterdam Centraal                   | Schiphol               | Rotterdam Centraal                     | VIRM                                                         | |
| 16900    | ST         | Maastricht                           |                        | Luik-Guillemins                        |                                                              | t/m 29 juni 2024. |
| 17200    | ST         | Amsterdam Centraal                   |                        | Utrecht Centraal                       | SGMm                                                         | |
| 17200    | ST         | Hengelo                              |                        | Oldenzaal                              | Plan U                                                       | 29 jan - 2 jul 2001 |
| 17500    | ST         | Arnhem                               |                        | Zutphen                                |                                                              | in dienstregeling 2008 |
| 17700    | ST         | Arnhem                               |                        | Doetinchem                             | DM'90                                                        | |
| 17900    | SP         | Zwolle                               |                        | Nijverdal West                         | DM'90                                                        | dienstregeling 2010 t/m 31 maart 2013, tijdelijke treinserie in verband met bouw Salland-Twentetunnel                                                  |
| 18100    | LR         | Houten                               |                        | Houten Castellum                       | NS Tram                                                      | vanaf 2001 t/m dienstregeling 2008 |
| 19600    | ST         | Geldermalsen                         |                        | Utrecht Centraal                       | DD-AR / VIRM / SGM(m) / Mat'64                               | t/m dienstregeling 2006 |
| 20700    | IC         | Amsterdam Centraal                   |                        | Amersfoort (vleugeltrein van IC 700)   | ICM                                                          | t/m dienstregeling 2006 |
| 21600    | IC         | Amsterdam Centraal                   |                        | Amersfoort (vleugeltrein van IC 1600)  | ICM                                                          | t/m dienstregeling 2006 |
| 27900    | IC         | (Enschede-) Hengelo                  | Deventer               | Zwolle                                 | Mat'64                                                       | 9 december 2012 - 31 maart 2013, tijdelijke spitstrein t.b.v. bouw Salland-Twentetunnel                                                                |
| 30000    | ST         | Leeuwarden                           | Sneek                  | Stavoren                               | Wadloper / Spurt                                             | Vanaf 2000 t/m dienstregeling 2009, daarna vervangen door 37000 en 37100                                                                               |
| 30100    | ST         | Leeuwarden                           |                        | Harlingen Haven                        | Wadloper / Spurt                                             | Vanaf 2000 t/m dienstregeling 2009, daarna vervangen door 37200                                                                                        |
| 30200    | ST         | Leeuwarden                           |                        | Groningen                              | Wadloper / DM'90 / Spurt                                     | Vanaf 2000 t/m dienstregeling 2009, daarna vervangen door 37400                                                                                        |
| 30300    | S          | Leeuwarden                           |                        | Groningen                              | Wadloper / DM'90 / Spurt                                     | Vanaf 2000 t/m dienstregeling 2009, daarna vervangen door 37300                                                                                        |
| 30400    | ST         | Groningen                            | Winschoten             | Nieuweschans                           | Wadloper / Spurt                                             | Vanaf 2001 t/m dienstregeling 2009, daarna vervangen door 37500                                                                                        |
| 30500    | ST         | Groningen                            |                        | Roodeschool                            | Wadloper / Spurt                                             | Vanaf 2001 t/m dienstregeling 2009, daarna vervangen door 37600                                                                                        |
| 30600    | ST         | Groningen                            |                        | Delfzijl                               | Wadloper / Spurt                                             | Vanaf 2001 t/m dienstregeling 2009, daarna vervangen door 37700                                                                                        |
| 31000    | IC         | Den Haag HS                          |                        | Driemanspolder                         |                                                              | 31 mei - 26 sep 1992 - ten behoeve van Floriade. |
| 31010    | ST         | Rotterdam CS                         | Delft                  | Zoetermeer                             |                                                              | 31 mei - 11 okt 1992 - ten behoeve van Floriade. |
| 31035/65 | ST         | Amsterdam CS                         | Gouda                  | Zoetermeer                             |                                                              | 31 mei - 11 okt 1992 - ten behoeve van Floriade |
| 707300   | ST         | Amsterdam CS                         | Breukelen              | Utrecht Centraal                       | Deel A van gesplitste lijn 7300. Om vertraging tegen te gaan | April 2006 |
| 730000   | ST         | Amsterdam CS                         | Zaandam                | Uitgeest                               | Deel B van gesplitste lijn 7300. Om vertraging tegen te gaan | April 2006 |

- Verklaring van afkortingen:

IC: Intercity, INT: internationale trein, HST: hogesnelheidstrein, S: sneltrein, ST: stoptrein, SP: Sprinter, LR: lightrail ICE: Intercity Express, THA: Thalys, RB: Regionalbahn, RE: RegionalExpress, CNL: CityNightLine, GO: goederentrein, IR: InterRegio.
- N.B.: Voor alle treinseries geldt dat NS Reizigers de exploitant was.